# Boetius Georgius Agricola
Boetius Georgius Agricola (* in Wilstrup; † 1569 in Hadersleben) war ein Pastor, Hofprediger und Propst.

## Leben und Wirken
Boetius Georgius Agricola war ein Sohn des katholischen Priesters Lorenz Boie, der 1528 zum lutherischen Glauben konvertierte. Er gehörte somit zur ersten Generation von ländlichen Pfarrersfamilien, die während der Reformation entstanden. Zur Zeit der Schmalkaldischen Artikel 1538 studierte er an der Universität Wittenberg und wurde zwei Jahre später Magister. Im August 1540 erhielt er einen Ruf Christian III. an die neue Universität Kopenhagen, wo er als Professor paedagogicus Latein und Grammatik unterrichtete. Dort lernte er den studierenden Herzog Hans kennen, den er sehr schätzte.
Ab 1544 arbeitete Agricola als Dekan und Bakkalaureus der Theologie an der Kopenhagener Universität und übernahm deren Bauaufsicht. 1545 hielt er Vorlesungen über Dialektik und verhandelte auf Rügen die Jurisdiktion des Bischofs über Roskilde mit. Nach dem Tod seines Vaters folgte er einem Ruf von Herzog Hans als Pastor nach Wilstrup und Hofprediger in Hadersleben. Bis Lebensende beriet er den Herzog in entscheidender Funktion bei dessen Entscheidungen zum Kirchenregiment.
1553 heiratete Agricola die verwitwete Sarah Meiger, deren Vater Johann Meiger erster Propst von Rendsburg war. Sarah Meiger war in erster Ehe mit Vincent Alberti, dem ersten Propst von Tondern, liiert gewesen. Agricola übernahm im Jahr der Heirat die zuvor von Alberti durchgeführte Visitation der Region Nordstrand und erarbeitete eine neue Kirchenordnung für das Gebiet. 1559 begleitete er Herzog Hans in die Letzte Fehde gegen die Bauernrepublik Dithmarschen, die der Herzog gewann und danach die dithmarscher Landeskirche auflöste. Sowohl Agricola als auch sein Schwiegervater Meiger gehörten einer vom Herzog eingesetzten Kommission an, die die Pastoren des Landes prüfte.
Nach dem Tod Johann Meigers übernahm Agricola von ihm die Visitation des Amtes Rendsburg und bereitete die Neuordnung der Kirche in Holstein vor. Nachdem Johannes Vostius 1560 verstorben war, übernahm Agricola in Hadersleben neben der Funktion des Hofpredigers auch die des Pastors, die er 1553/54 bereits für einige Zeit aufgrund von Priestermangel ausgeübt hatte. 
Aus seiner Ehe mit Sarah Meiger hinterließ Agricola bei seinem Tod 1569 zwei Söhne: Jörgen Boetius († 1610) wirkte von 1583 bis Lebensende als Pastor und seit 1607 als Propst in Wilstrup. Lorenz Boetius († 1619) war von 1613 bis 1619 Pastor in Norderlügum und in Løgumkloster.